# Amiga 3000
L'A3000, aussi connu sous le nom de Commodore Amiga 3000 a été le résultat d'un travail plus poussé et plus orienté vers le multimédia professionnel.
Il devait permettre de succéder à la gamme des Amiga 2000 et d'introduire les processeurs Motorola 68030. Ce nouveau modèle d'ordinateur était, entre autres, la réponse apportée aux utilisateurs américains des cartes Video Toaster de Newtec : ils avaient besoin d'un ordinateur plus puissant que l'Amiga 2000.
L'Amiga 3000 est principalement l'œuvre de l'ingénieur Dave Haynie (en).

## Description
L'Amiga 3000 était livré avec un boîtier pour bureau et un clavier séparé.
Deux modèles principaux étaient disponibles :
- avec processeur Motorola 68030 et coprocesseur 68881 cadencé à 16 MHz;
- avec processeur Motorola 68030 et coprocesseur 68882  cadencé à 25 MHz;

Les Amiga 3000 de base pouvaient être livrés avec 1 Mo de mémoire CHIPRAM (vidéo) et 1 Mo de mémoire FASTRAM. Ces puces sont au format DIP.
Il est possible de basculer la mémoire FASTRAM du côté CHIPRAM, permettant ainsi d'obtenir 2 Mo de mémoire vidéo, le maximum autorisé. Côté FASTRAM, il existe des supports ZIP (en), au nombre de 32. Les types de mémoire compatibles sont les suivantes : 
- ZIP DRAM 32 bits au format 256 k x 4 : 32 puces valent 8 Mo de mémoire ;
- ZIP DRAM 32 bits au format 1 M x 4 : 32 puces valent 16 Mo (le maximum) de mémoire. Ici, 1 puce correspond à 4 Mbits ou 512 Kbytes.

Il y avait d'autres modèles comme l'A3000UX livré avec UNIX System V Release 4, comme l'Amiga 3000T, la version en boîtier « tour ». Une version améliorée avec le chipset AAA et un DSP AT&T a été produite au stade de prototype mais ne fut jamais lancée. À la place, Commodore remplaça l'A3000 AAA par l'Amiga 4000 qui était, en certains points, une machine inférieure.

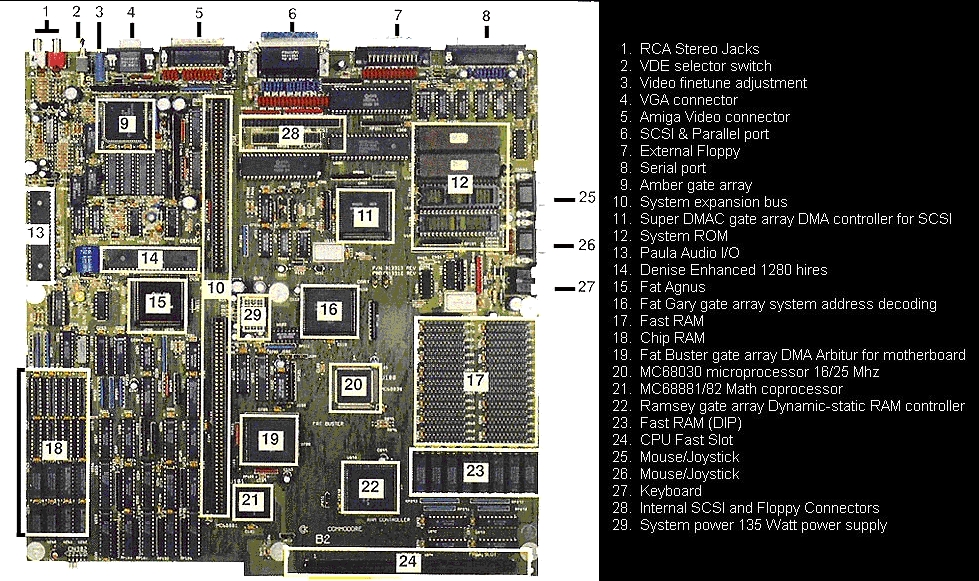
Carte mère AMIGA 3000.

## Spécifications techniques
- carte mère avec plusieurs révisions: 6.1, 7.0, 8.0, 8.9, 9.03
- un processeur Motorola 68030 cadencé à 16 ou 25 MHz
- un coprocesseur mathématique Motorola 68881 ou 68882 cadencé à 16 ou 25 MHz
- un lecteur de disquette interne, simple densité, 3,5" de 880 Ko ou un lecteur haute densité de 1,76 Mo
- un emplacement interne pour un second lecteur de disquette 3,5"
- un jeu de ROM (2 puces de 256 Ko), nommée Kickstart (en), en version v1.4 ou v2.04 pour les derniers A3000 livrés.  Kickstart/Workbench 1.4 était une version bêta de la toute prochaine mise à jour de la version 2.0, mais elle a été livrée en très petite quantité avec les premiers Amiga 3000 (voir AmigaOS)
- le chipset ECS
- une interface SCSI interne avec connecteur 50 broches et un connecteur SubDB25 en externe.
- un flicker fixer incorporé, qui permettait l'utilisation d'un moniteur VGA en doublant la fréquence horizontale de 15 kHz à 31 kHz.
- 4 connecteurs appelés ZORRO qui permet d'ajouter des cartes d'extensions mémoires, vidéos, son ou autre.
- 1 port série SubDB25 (RS-232) et 1 port parallèle (Centronics)
- 1 sortie vidéo 15 kHz et 1 sortie vidéo 31 kHz
- 2 sorties audio stéréo RCA (gauche / droite)
- 1 port SCSI externe (SubDB25)
- 1 connecteur pour lecteur de disquette externe
- 1 connecteur au format DIN 5 broches pour le clavier Amiga
- 2 connecteurs (SubDB9 pour la souris et un joystick

## Les bugs connus
- le contrôleur SCSI des Amiga 3000 est géré par la puce Western Digital WD33C93-PL[4]. Les versions référencées PROTO, 00-04 à 00-06 sont légèrement boguées : les transferts de données entre les unités SCSI (CDROM/Lecteur de bande vers disque dur) peuvent être altérés. Les AMIGA 3000T sont livrés avec la dernière version de cette puce, qui corrige quelques erreurs, c'est la référence WD33C93-PL 00-08. Cette dernière est difficile à trouver en vente dans le commerce ou sur le marché de l'occasion.Une alternative consiste à remplacer la puce Western Digital WD33C93-PL par le modèle compatible de AMD : AM33C93A-16PC.
- lorsque l'on ajoute une carte accélératrice intégrant le SCSI, sur le port 200 broches de l'Amiga 3000 (appelé CPU (Fast) Slot), la gestion des unités SCSI connectées via cette carte pourrait être altérée. En effet, le signal _int2 est absent sur ce connecteur. Une simple modification consistant à souder un fil[5] permet de résoudre cet inconvénient, en amenant ce signal au bon endroit[6].
- lorsque l'on ajoute des cartes d'extensions récentes (DENEB[7] ou autres), on rencontre des problèmes de compatibilité si la puce BUSTER est en version 07 ou 09. L'idéal serait d'installer la toute dernière version : BUSTER 11. Cette puce est très difficile à trouver en vente dans le commerce ou sur le marché de l'occasion;
- RAMSEY 04
- Super DMAC

## Les modifications techniques
- la toute première chose à faire sur un Amiga 3000 est de retirer le plus vite possible la pile. Avec l'âge de l'appareil, la pile a tendance à couler. Les conséquences de la pile qui coule peuvent être la destruction de la zone proche de la pile. L'Amiga peut être irrémédiablement détruit. Voici des précautions à prendre pour retirer cette pile[8] et bien nettoyer la zone.
- Certains[9] ont entrepris de donner plus de puissance à leur Amiga 3000. Pour cela, ils ont trouvé la technique qui consiste à amener directement la fréquence de 50 MHz du quartz de l'A3000, sur la broche du coprocesseur Motorola 68882. Ce dernier est alors cadencé à la fréquence de 50 MHz au lieu des 25 MHz d'origine. La modification a été publiée par Joseph Diasio, de l'association loi de 1901 MA.N.OR (Manipulation Numérique par Ordinateur)[10]

## Remise à niveau matériel et logiciel
- Kickstart ROM v3.1[11] par Village Tronic[12]
- USB : carte DENEB par exemple
- carte accélératrice bi-processeur : Motorola 68060 avec PowerPC (exemple : Cyberstorm PowerPc)
- carte son compatible avec le Pilote AHI (en) (TOCCATA...)
- carte réseau Ethernet
- AmigaOS 3.5, 3.9, AMIGA OS 4.x (Hyperion)
- AMINET.NET